# 深川市総合運動公園
深川市総合運動公園（ふかがわしそうごううんどうこうえん）は、北海道深川市にある公園。

## 概要
約16ヘクタールの敷地に体育施設を整備しており、公園内を入志別川が流れている。陸上競技場は全国の大学や実業団が利用するスポーツ合宿の拠点になっているほか、『ホクレンディスタンスチャレンジ』が開催される。冬季は歩くスキーコースを設営している。

## 沿革
- 1987年（昭和62年）、総合体育館完成[7]。
- 1990年（平成02年）、市民球場完成[7]。
- 1993年（平成05年）、市民テニスコート完成[7]。
- 1995年（平成07年）、陸上競技場完成[7]。
- 1998年（平成10年）、武道場完成[7]。

## 施設
深川市総合体育館
- 体育館施設
  - 1階
    - メインアリーナ 1,650 m²（37.5 m×44 m）[8]
    - サブアリーナ 660 m²（33 m ×20 m）[8]
    - トレーニングルーム
    - 幼児用プレイルーム
    - 会議室
    - 身障者観覧席
    - 事務室、放送室、選手控室、トイレ、更衣室、シャワー室、器具庫、給湯室、機械室、発電機室、ロビー、ラウンジ

  - 2階
    - 観覧席（固定席408席、移動席388席）
    - ランニングコース 1週180 m
- 武道場施設
  - 1階
    - 柔道・剣道場 752 m²[8]
    - 観覧席 39席×2ヵ所
    - 研修室
    - 師範室、上壇、控室、更衣室、トイレ、器具庫、倉庫、物入、給湯室、踏込、ホール

  - 2階
    - 弓道場 516 m²（6人立ち、近的28 m）[8]
    - 観覧席 45席
    - 看的所、控室、前室、弓具庫、器具庫、ホール

深川市民球場
深川市民テニスコート
- 開設期間 5月1日から10月31日
- 砂入り人工芝8面
- 観覧席（ベンチスタンド450人収容、芝生スタンド980人収容）
- 夜間照明灯10基

深川市陸上競技場
- 日本陸上競技連盟第3種公認
- 開設期間 5月1日から10月31日
- トラック・フィールド 全天候型舗装
  - 400 mトラック走路 8レーン（巾員10 m）、3000メートル障害可
  - インフィールド 砲丸投、やり投、走高跳、棒高跳、円盤投・ハンマー投、サッカー、ラグビー可
  - アウトフィールド 芝生舗装、走幅跳、三段跳可（助走路は全天候型舗装）
- 収容人員4,000人（芝生スタンド）
- 写真判定装置（カラーシステム）、夜間照明灯4基

総合運動公園パークゴルフコース
- 開設期間 5月1日から10月31日
- しらかばコース（総距離347 m、パー33）[9]
- つつじコース（総距離354 m、パー33）[9]
- さくらコース（総距離355 m、パー33）[9]

ジョギングコース
- 野球場・テニスコート周回コース 850 m
- 陸上競技場周回コース 650 m
- 野球場・テニスコート・陸上競技場周回コース 1,700 m

## 参考資料
- “深川市総合運動公園体育施設条例”. 深川市例規類集.  深川市. 2016年8月1日閲覧。
- “深川市総合運動公園体育施設条例施行規則”. 深川市例規類集.   深川市. 2016年8月1日閲覧。
- “深川市総合体育館条例”. 深川市例規類集.   深川市. 2016年8月1日閲覧。
- “深川市総合体育館条例施行規則”. 深川市例規類集.   深川市. 2016年8月1日閲覧。
- “深川市総合運動公園” (PDF).   深川市教育委員会. 2016年8月1日閲覧。